# Episodi di King of Diamonds
La prima e unica stagione della serie televisiva King of Diamonds è andata in onda negli Stati Uniti dal 13 settembre 1961 al 22 maggio 1962 in syndication.
| nº | Titolo originale           | Prima TV USA      |
| -- | -------------------------- | ----------------- |
| 1  | The Wizard of Ice          | 13 settembre 1961 |
| 2  | Commando Tactics           | 20 settembre 1961 |
| 3  | Stone's Throw Away         | 27 settembre 1961 |
| 4  | Diamonds Don't Burn        | 4 ottobre 1961    |
| 5  | Alias Willie Hogan         | 11 ottobre 1961   |
| 6  | Diamond Dust               | 17 ottobre 1961   |
| 7  | Four to Get Ready          | 17 ottobre 1961   |
| 8  | Diamonds Come in Cans      | 24 ottobre 1961   |
| 9  | The Uncivil Servant        | 31 ottobre 1961   |
| 10 | Stop Johnny King!          | 7 novembre 1961   |
| 11 | Edge of Panic              | 14 novembre 1961  |
| 12 | The Kitty Ling Story       | 21 novembre 1961  |
| 13 | The Couriers               | 28 novembre 1961  |
| 14 | Train Wreck                | 5 dicembre 1961   |
| 15 | The Greed Merchant         | 12 dicembre 1961  |
| 16 | Diamonds from the Sky      | 19 dicembre 1961  |
| 17 | My Friend the Enemy        | 26 dicembre 1961  |
| 18 | The Magic Act              | 2 gennaio 1962    |
| 19 | The Invisible Fence        | 9 gennaio 1962    |
| 20 | A Diamond in the Rough     | 16 gennaio 1962   |
| 21 | King Size Search           | 23 gennaio 1962   |
| 22 | Backlash                   | 30 gennaio 1962   |
| 23 | The Swindler               | 6 febbraio 1962   |
| 24 | Saga of Pete Lamont        | 13 febbraio 1962  |
| 25 | The Set Up                 | 20 febbraio 1962  |
| 26 | Big Brother                | 27 febbraio 1962  |
| 27 | The Singer                 | 6 marzo 1962      |
| 28 | Girl's Best Friend         | 13 marzo 1962     |
| 29 | Mickey the Mixer           | 20 marzo 1962     |
| 30 | Guided Tour de Force       | 27 marzo 1962     |
| 31 | Kato the Clown             | 3 aprile 1962     |
| 32 | Graveyard                  | 10 aprile 1962    |
| 33 | Carla                      | 17 aprile 1962    |
| 34 | Mace                       | 24 aprile 1962    |
| 35 | A Diamond for Mister Smith | 1º maggio 1962    |
| 36 | Rain on Wednesday          | 8 maggio 1962     |
| 37 | King Meets the Queen       | 15 maggio 1962    |
| 38 | The Diamond Makers         | 22 maggio 1962    |

## The Wizard of Ice
- Prima televisiva: 13 settembre 1961

### Trama
Margie Howard, un'affascinante donna bionda, finge un incidente stradale per mettere uno contro l'altro due componenti di una banda di ladri nel tentativo di rubare due milioni di dollari in diamanti per se stessa.

## Commando Tactics
- Prima televisiva: 20 settembre 1961

### Trama
King ha dei sospetti che Cliff Hale, un suo vecchio amico dell'esercito, sia coinvolto in una rapina in stile commando avvenuta al London Diamond Exchange.

## Stone's Throw Away
- Prima televisiva: 27 settembre 1961

### Trama
Un esperto di diamanti viene rapito mentre King lo accompagna nelle conferenze custodendo una partita di gemme di grande valore.

## Diamond's Don't Burn
- Prima televisiva: 4 ottobre 1961

### Trama
Sue Bennett e il suo scagnozzo cercano di uscire di nascosto dal paese per rivendere di contrabbando un sacco di diamanti.

## Alias Willie Hogan
- Prima televisiva: 11 ottobre 1961

### Trama
King e Casey hanno in programma di intrappolare una banda di contrabbandieri di diamanti operante in Sudafrica. Per fare ciò, Casey si fa passare per Willie Hogan, un componente della banda.

## Diamond Dust
- Prima televisiva: 17 ottobre 1961

### Trama
King viene incaricato di fermare un'organizzazione nota come "Illegal Diamond Buyers" per evitare il crollo del mercato mondiale dei diamanti.

## Four to Get Ready
- Prima televisiva: 17 ottobre 1961

### Trama
King e Casey devono bloccare alcuni ladri di diamanti entrati nel paese attraverso quattro evasioni simultanee effettuate da prigioni diverse.

## Diamonds Come in Cans
- Prima televisiva: 24 ottobre 1961

### Trama
King, alla ricerca di una nave mercantile di proprietà di Victor Thackeray, sospetta qualcosa di losco quando costui ordina diverse casse di "tonno in scatola" scaricato fuori bordo per far posto a diamanti di contrabbando.

## The Uncivil Servant
- Prima televisiva: 31 ottobre 1961

### Trama
King riceve una soffiata su un giro di contrabbando guidato dall'ex truffatore Harry Milner. Per seguire le sue mosse, si fa passare per un magnate del petrolio.

## Stop Johnny King!
- Prima televisiva: 7 novembre 1961

### Trama
A causa dell'intransigenza di King, gli acquirenti illeciti di diamanti stanno perdendo soldi e sono determinati a toglierlo di mezzo.

## Edge of Panic
- Prima televisiva: 14 novembre 1961

### Trama
King viene informato dei loschi affari condotti da Ubinov, capo della polizia cubana a L'Avana. Costui ruba diamanti alle vittime del plotone di esecuzione, accumulando così un tesoro piuttosto grande.

## The Kitty Ling Story
- Prima televisiva: 21 novembre 1961

### Trama
King e Casey sono incaricati di una missione in Oriente alla ricerca di un portatovagliolo ingioiellato. Il loro unico indizio è che l'ornamento è stato originariamente trovato da una ragazzina di nome Kitty Ling.

## The Couriers
- Prima televisiva: 28 novembre 1961

### Trama
King e Casey hanno appena recuperato una fortuna in diamanti rubati, ma una banda di ladri si pone sulle loro tracce con l'intenzione di riconquistarli.

## Train Wreck
- Prima televisiva: 5 dicembre 1961

### Trama
Un ladro di diamanti, durante la confusione dovuta a una sosta imprevista per un guasto del treno dove viaggia, intravede la possibilità di derubare uno dei corrieri di King.

## The Greed Merchant
- Prima televisiva: 12 dicembre 1961

### Trama
Il commerciante di diamanti André Goulet sospetta che la moglie Marie sia l'amante del suo dipendente Edward Colby. Quindi, inventa una storia su un inestimabile gemma, chiede a Colby di consegnarla e poi denuncia il furto alla polizia.

## Diamonds from the Sky
- Prima televisiva: 19 dicembre 1961

### Trama
Durante un viaggio aereo, un uomo viene derubato di una valigetta contenente una fortuna in gemme. Il ladro lancia la valigetta fuori dall'aereo, che recupera un suo complice.

## My Friend the Enemy
- Prima televisiva: 26 dicembre 1961

### Trama
L'ex fidanzata di King, Melissa Caronne, rientra ancora improvvisamente nella sua vita. Ma Melissa, non più giovane, è combattuta tra l'amore ritrovato per King e la passione per il furto di diamanti.

## The Magic Act
- Prima televisiva: 2 gennaio 1962

### Trama
L'organizzazione criminale Illegal Diamond Buyers sta utilizzando un mago di un night club per il suo ultimo piano di contrabbando di diamanti; costui, spostandosi da una località all'altra per il suo spettacolo di magia, non sospetta nulla.

## The Invisible Fence
- Prima televisiva: 9 gennaio 1962

### Trama
King si propone di smascherare un evasivo ricettatore di gioielli rubati.

## A Diamond in the Rough
- Prima televisiva: 16 gennaio 1962

### Trama
Frank Goby ha appena trovato un diamante rubato e, con il ricavato della vendita, ha intenzione di acquistare un "diamante" più grande; quello con cui i bambini del vicinato potranno giocare a baseball.

## King Size Search
- Prima televisiva: 23 gennaio 1962

### Trama
King scopre che una fortuna in diamanti grezzi è stata sottratta di contrabbando fuori dall'Inghilterra in una delle quattro navi mercantili.

## Backlash
- Prima televisiva: 30 gennaio 1962

### Trama
Molti anni dopo la fine della seconda guerra mondiale, due ex militari litigano per il possesso dei gioielli della corona tedesca che hanno rubato. Un politico locale vuole restituirle, ma l'altro vuole vendere i diamanti al miglior offerente. Con l'aiuto di Renée, un ambiguo contrabbandiere francese, King e Casey tentano di recuperare i preziosi prima che scompaiano.

## The Swindler
- Prima televisiva: 6 febbraio 1962

### Trama
Quando in Congo scoppia una rivolta per la raccolta dei diamanti, le truppe delle Nazioni Unite aiutate da King devono riportare in sicurezza negli Stati Uniti un cacciatore, un medico e un impiegato.

## Saga of Pete Lamont
- Prima televisiva: 13 febbraio 1962

### Trama
Pete Lamont, un vecchio amico di King, si arruola nella Illegal Diamond Buyers iniziando loschi affari di commercio dei diamanti rubati.

## The Set Up
- Prima televisiva: 20 febbraio 1962

### Trama
L'ambizioso Danny Hode progetta un piano considerato infallibile per rubare alcune pietre preziose dalla sua antica datrice di lavoro, Agatha Gates.

## Big Brother
- Prima televisiva: 27 febbraio 1962

### Trama
Michael Nikolas, impiegato di un'industria diamantifera considerato irreprensibile, ruba una fortuna in gemme per far liberare suo fratello, imprigionato nell'Ungheria comunista.

## The Singer
- Prima televisiva: 6 marzo 1962

### Trama
King e Casey giungono a Londra, dove incontrano uno dei migliori cantanti britannici, Gary Deems, idolo degli adolescenti. King ha motivo di ritenere che costui sia coinvolto nel contrabbando di diamanti.

## Girl's Best Friend
- Prima televisiva: 13 marzo 1962

### Trama
Anna, un'antica fiamma di King, è ora diventata complice di un contrabbandiere di gioielli.

## Mickey the Mixer
- Prima televisiva: 20 marzo 1962

### Trama
Mickey the Mixer, un membro dell'organizzazione Illicit Diamond Buyers, ha un metodo insolito per individuare e rubare diamanti ai danni di personalità importanti. 

## Guided Tour de Force
- Prima televisiva: 27 marzo 1962

### Trama
Arrivati a New York City, una classe di cadetti dell'Accademia di West Point vengono coinvolti inconsapevolmente in una rapina avvenuta in un centro di produzione di diamanti.

## Kato the Clown
- Prima televisiva: 3 aprile 1962

### Trama
Un clown di nome Kato incoraggia sua figlia Sally a commettere piccoli furti.

## Graveyard
- Prima televisiva: 10 aprile 1962

### Trama
Un uomo di nome Stairs viene finalmente scarcerato dopo aver scontato quindici anni. King lo segue, sperando di conoscere il luogo del furto dei gioielli per il quale era stato in precedenza condannato.

## Carla
- Prima televisiva: 17 aprile 1962

### Trama
Un ladro di gioielli ricercato nell'intera Europa è riuscito per anni a rimanere fuori dalla portata di King. Deciso a spostare il suo campo di azione in America, porta con sé Carla, una ragazza della Riviera, che ha il compito di distrarre King e Casey.

## Mace
- Prima televisiva: 24 aprile 1962

### Trama
Un truffatore nasconde sotto la sabbia del deserto i diamanti, in un lotto senza valore. Facendo sapere che quella terra sia di sua proprietà, cerca di convincere alcuni avidi investitori ad acquistarla.

## A Diamond for Mister Smith
- Prima televisiva: 1º maggio 1962

### Trama
Due fuorilegge stanno sparando a Wally Smith, un musicista in rovina, che ha posseduto alcune gemme rubate e perdute. Tra King e i fuorilegge è una corsa contro il tempo per ritrovarli prima che Smith ne rientri in possesso.

## Rain on Wednesday
- Prima televisiva: 8 maggio 1962

### Trama
In un piovoso mercoledì sera l'inestimabile diamante "Queen of Angola" viene rubato. Due giovani delinquenti, Chick Hendricks e un pistolero suo amico sono l'unica speranza per King di conoscere l'ubicazione della pietra.

## King Meets the Queen
- Prima televisiva: 15 maggio 1962

### Trama
Un birmano di nome Jason sponsorizza un concorso di bellezza internazionale a Miami Beach. Ma King si presenta sfoggiando una bellezza non idonea al concorso, il prezioso diamante "Birmania Rose". Quando viene rubato, i sospetti si accentrano tutti su Jason.

## The Diamond Makers
- Prima televisiva: 22 maggio 1962

### Trama
King si reca in Sud America per controllare una strana invenzione; un processo per la produzione di diamanti sintetici.